# Kościół Najświętszego Serca Pana Jezusa w Stegnie
Kościół Najświętszego Serca Pana Jezusa w Stegnie – szachulcowy kościół rzymskokatolicki zbudowany przez protestantów w latach 1681-1683.

## Historia
Pierwsze dokumenty potwierdzające istnienie kościoła rzymskokatolickiego w Stegnie pochodzą z XIV wieku. Według źródeł z w 1465 roku. w Stegnie istniał kościół gotycki. W świątyni były prowadzone rokowania polsko – krzyżackie w ostatnich latach wojny trzynastoletniej w 1465 roku. Nie zachowały się o nim żadne informacje.
W 1609 r. niemiecki proboszcz Georg Klein wybudował mały drewniany kościółek, który spłonął w 1676. Ocalała jedynie wieża, organy, wyposażenie ołtarza oraz dzwon z okresu wojny 13-letniej.
W miejscu starej świątyni 25 marca 1681 r. rozpoczęto prace nad budową nowej pod nadzorem Petera Willera - architekta, geodety, a także mechanika Miasta Gdańsk. Budowa barokowego kościoła, jak podają kroniki, była kosztowna (np. cieśla Peter Kamrath otrzymał: 2000 florenów, 8 beczek piwa, 15 beczek Krullingu i 6 świerków. Andreas Boshe za budowę wieży otrzymał 1150 florenów oraz drewno ze starej wieży, która ocalała). 29 listopada 1681 - w I Niedzielę Adwentu - ks. Martinus Kruger dokonał poświęcenia kościoła. 25 maja 1682 r. ukończono budowę chóru, zaś 15 czerwca 1683 rozbudowane zostały organy. Autorem wieży był Boshe, zaś hełmu, krzyża i chorągiewki - Daniel Madler.
Ostatecznie prace ukończono 17 listopada 1683 - rok ten widnieje na chorągiewce, co jest błędnie interpretowane jako data budowy kościoła. Na nowej wieży umieszczono również dzwon z 1643 roku, ocalały po pożarze, który do dziś w każde południe wybija godzinę 12-stą, a także dwa większe - w 1732 roku. W czasie II wojny światowej Niemcy wywieźli XVIII-wieczne dzwony. Dopiero w ostatnich latach dzięki współpracy prof. Januszajtisa z ks. Knapikiem jeden z nich powrócił do kościoła. Na ponad trzystuletnim dzwonie widnieje łacińska inskrypcja: Domine, da pacem in diebus nostris co oznacza: Panie, daj pokój naszym czasom.
W 1945 roku zajęli go katolicy; wtedy też został poświęcony w obrządku łacińskim. 12 czerwca 1946 roku przybył do Stegny pierwszy powojenny duszpasterz. W 1948 roku administrator apostolski diecezji gdańskiej ks. Andrzej Wronka erygował w Stegnie parafię, obejmującą swym zasięgiem niemal całą Mierzeję Wiślaną.

## Budynek kościoła
Kościół parafialny o konstrukcji szachulcowej został zbudowany przez luteran w latach 1681-1683. Posiada 1 wieżę, 1 nawę, strop beczkowy, drewniany, barokowy ołtarz główny z 1572 roku oraz barokowe organy. Ciekawe są umieszczone na stropie świątyni płócienne malowidła przedstawiające wydarzenia z końca wojny trzynastoletniej, kiedy to w Stegnie prowadzono pertraktacje pokojowe.

## Wnętrze świątyni
Unikatowe wyposażenie kościoła stanowi największy model statku w Polsce. Jest on darem załogi w podzięce za cudem uratowane życie. Autorem największego modelu statku w Polsce jest F.W. Wehlm. Pracę ukończono dzień przed Wigilią w 1872 roku. Po 130 latach przeprowadzona konserwację pod przewodnictwem K. Bogackiego w Muzeum Morskim w Gdańsku.

### Ołtarz

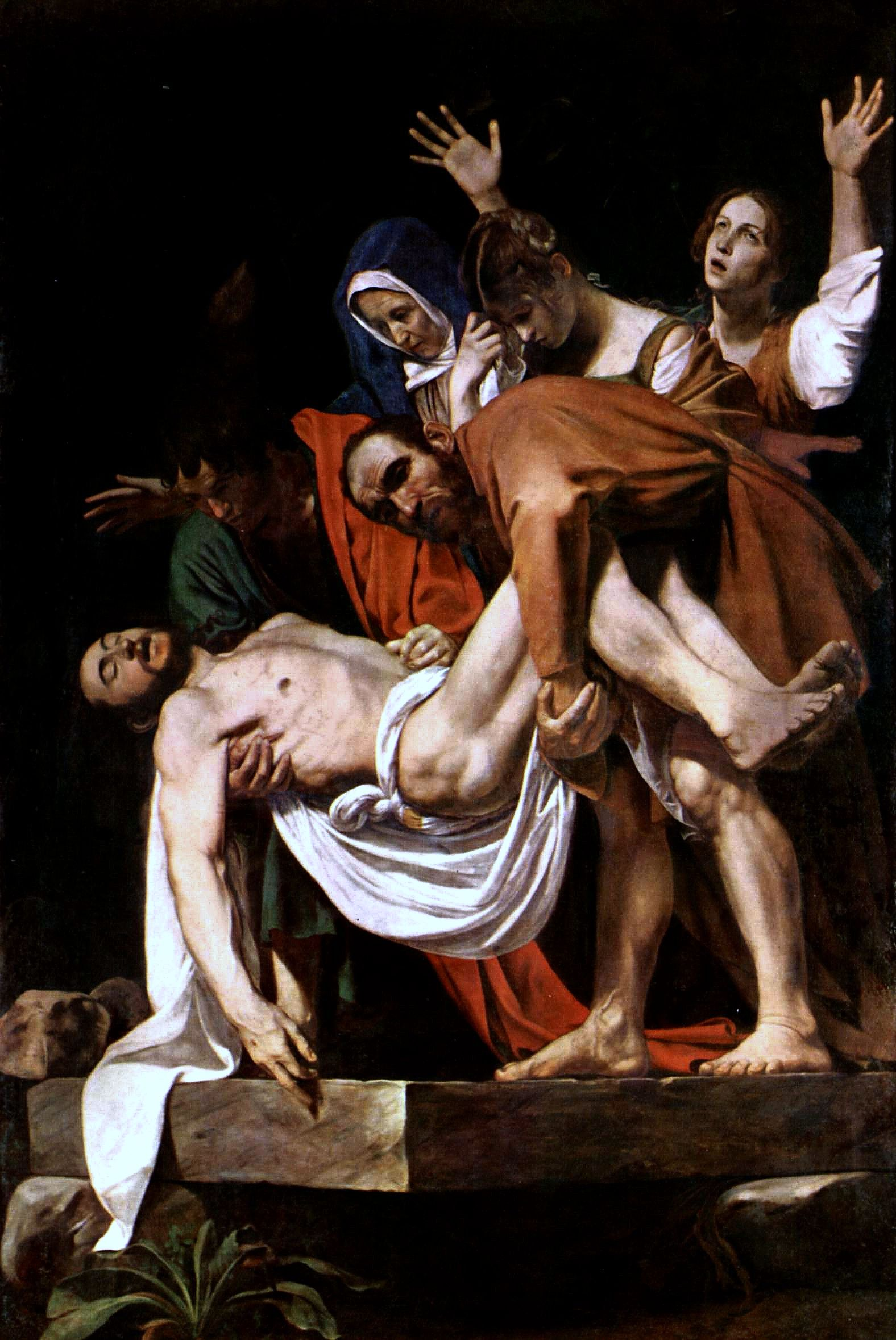
Obraz Złożenie do grobu Caravaggia

Nie ma informacji na temat daty budowy i autora ołtarza. Na dziele wymalowano datę 1687, kiedy przeprowadzono konserwację, a także dobudowano dwa ażurowe skrzydła. Ołtarz pokryty jest polichromią olejną, koloru seledynowego, która pochodzi prawdopodobnie z XIX/XX w. W centrum znajduje się obraz Rafała Dębskiego Najświętsze Serce Pana Jezusa upamiętniający rok jubileuszowy. Ołtarz posiada ukrytą za obrazem lustrzaną kopię obrazu Caravaggia Złożenie do grobu. Płótno przedstawiające pogrzeb Zbawiciela można odsłaniać przez podniesienie na specjalnych linach pracy Dębskiego.
Po prawej ręce Mesjasza umieszczono rzeźbę Jana Chrzciciela, który spogląda na Chrystusa, opierając się o kij. Na cokole widnieje liczba 16. Z lewej strony Jezusa stoi Mojżesz z dekalogiem na kamiennej tablicy. Mimo jej ciężaru Prorok, utrzymuje ją w 4 palcach i, w przeciwieństwie do Jana Chrzciciela, nie opiera się. Na cokole wygrawerowano liczbę 87. Te cyfry oznaczają datę konserwacji. Tak, jak Św. Jan, Mojżesz spogląda na twarz Zbawiciela ludzkości, któremu pod stopami umieszczono tabernakulum. Całą centralną część ołtarza cofnięta jest do wewnątrz, uwieńczono ją złotymi kolumnami. Boczne skrzydła charakteryzują się ażurami, wiszącymi na gzymsie, które podtrzymują dwie złote kolumny. Ich podstawy są proste, estetyczne, pomalowane farbą olejną, koloru seledynowego. Na gzymsach stoi 4 Ewangelistów w czerwonych i błękitnych szatach. W centralnej części górnej kondygnacji ulokowany został obraz Zmartwychwstanie. Z prawej strony umieszczono rzeźbę kobiety mającą na rękach dziecko, a także małą dziewczynkę trzymającą ową niewiastą za suknię. Drugi posążek również przedstawia kobietę, w lewej ręce trzyma ona księgę z napisem w języku łacińskim: Caritas i Venitas (tzn. Miłość i Sprawiedliwość). Obok stoi baranek. Obydwie figury obok siebie mają złote kolumny podtrzymujące gzyms, na którym umieszczono symetrycznie dwie figury: z lewej rzeźba przedstawia kobietę trzymającą pas. Drugiej damie na kolana próbuje wejść baranek.
Na ołtarzu soborowym znajduje się obraz Ostatnia Wieczerza. Również on nie przetrwał na kartach kronik.

### Sufitowe płótno
Sufit tego kościoła pokrywa największy obraz w Polsce i jeden z największych w Europie. Wymiary płótna to 35 na 18m, czyli 450m2. Cały strop pokrywa lniane płótno o luźnym splocie, wykonane metodą nici zmiennej. Na 1cm2 przypada 6-7 nici. Dzieło zostało przytwierdzone specjalnymi gwoździami do drewnianej przybitki. Artysta swoją pracę rozpoczął 5 lipca, a skończył w październiku 1688 r. Shneider stosował tzw. Szkołę Niderlandzką, metodą opisywaną przez konserwatorów następująco:

Malowidło wykonane było nie z palety, ale farbami przygotowanymi w naczyniach i nakładanymi jeden kolor na drugi kryjąco lub tzw. suchym pędzlem.

Arcydzieło można podzielić na dwie części: centralną - prostokąt oraz obramowanie. W centrum umieszczono Zmartwychwstanie Chrystusa. W narożnikach prostokąta malarz przedstawia obrazy: Przypowieść o dziesięciu pannach, Spotkanie Chrystusa z Samarytanką, Niesienie Krzyża oraz Wskrzeszenie Łazarza. Nad częścią prezbiterium umieszczono Sąd Ostateczny. Jest on częściowo zasłaniany przez ołtarz. Na obramowaniu artysta przedstawił 12 Apostołów, a między nimi piękne ornamenty i medaliony o rowelkowo-roślinnych motywach, połączonych girlandami roślinno-owocowymi, a także kartusze z motywami głowy.
Konserwacji dokonano w latach 1973 - 1980 pod kierunkiem Ewy i Jerzego Wolskich. Archiwum parafialne posiada 8-tomową kronikę opisującą 8 lat prac konserwatorskich. Malowidło po impregnacji roztworami żywicznymi należało osuszyć od wilgoci nagromadzonej przez 3 stulecia. 

### Malowidła ścienne
Reinhold Schneider w 1688 roku, oprócz obrazu sufitowego, namalował jeszcze 4 malowidła ścienne, na takim samym lnianym płótnie, co wcześniejsze dzieło:
- Chrzest Pana Jezusa,
- Sen Jakuba,
- Przypowieść o siewcy oraz
- Wjazd do Jerozolimy.

### Organy

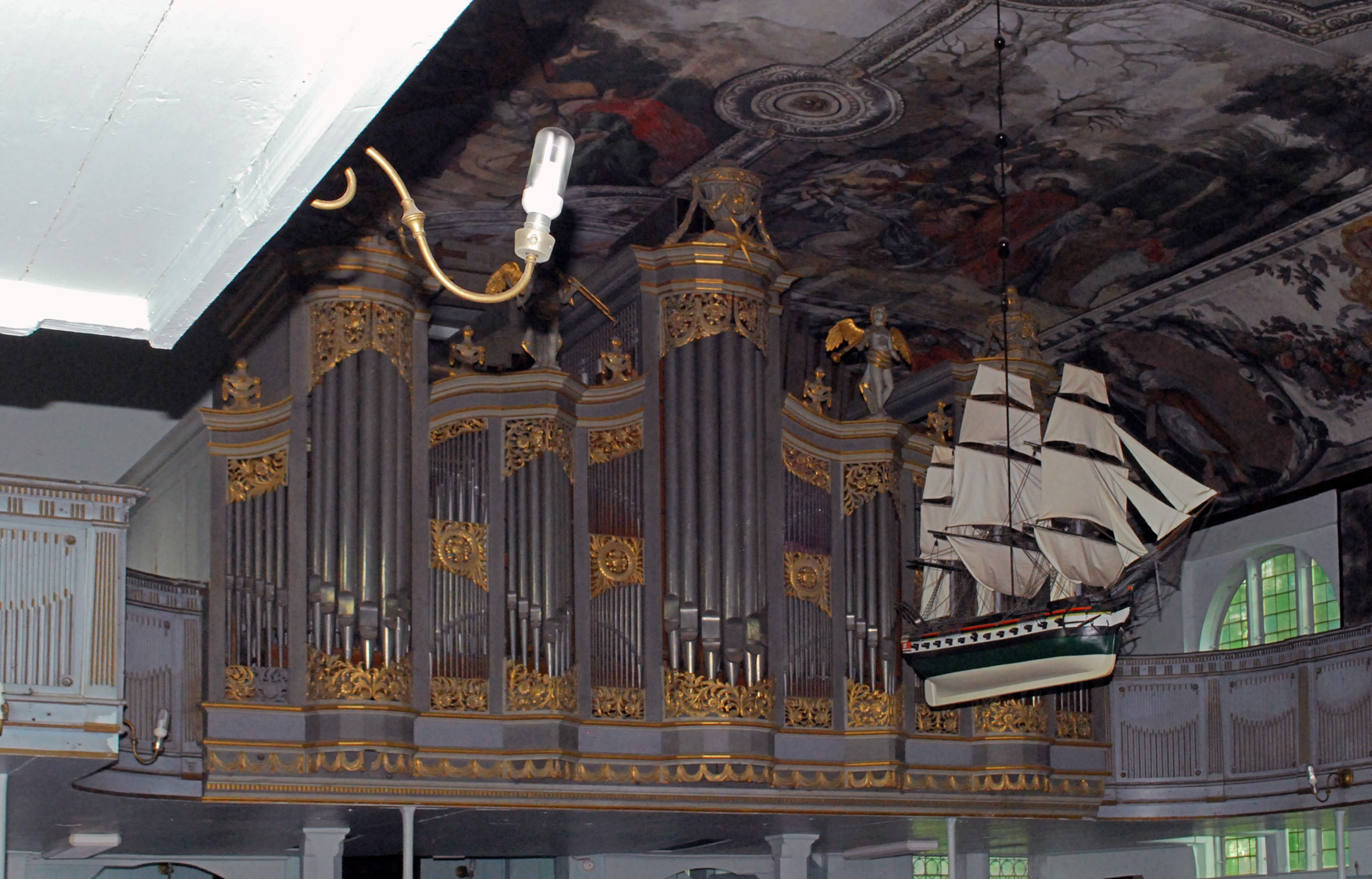
Widok na organy

Obiektem, który latem przyciąga najwięcej zwiedzających, są organy. Kunsztowny prospekt organowy został uratowany z pożaru poprzedniego kościoła, zaś same organy pneumatyczne pochodzą z 1914 roku, ale ich historia rozpoczęła się 10 lat wcześniej, kiedy to z Berlina przybył Otto Conrad. Podziwiał wyborny prospekt instrumentu, jednak szukał możliwości, aby zbudować wówczas najnowocześniejsze organy pneumatyczne z wolną kombinacją. Conrad postanowił więc zakupić odpowiedni sprzęt - poprosił o pomoc władze Gdańska. Te odmówiły. Oto, jak jego starania opisuje jego syn, Verner Condrad: Ojciec samodzielnie zbierał datki, dawał koncerty... i tak przez 9 lat uzbierał 1//2 potrzebnej kwoty, (czyli 7000 marek w złocie).”Wówczas po raz kolejny zwrócił się o pomoc do władz Gdańska.” Udało się!
Organy zostały wykonane przez firmę Schlag & Söhne ze Świdnicy. Posiadają 32 głosy oraz 2 rzędy registrów wysuwanych i 1 ręczny. Dodatkowo wmontowano tzw. Rollschweller. Urządzenie to pozwala na włączenie poszczególnych głosów przez obracanie nogą wałka. Dzięki wszystkim tym dodatkom osoby niepełnosprawne, w tym niewidome, a nawet ociemniałe wykonują na świdnickich organach koncerty! Instrument oddano do użytku 3 dni przed wybuchem I w.ś.
Kilka lat później, organista i jego syn wyłącznie na podstawie instrukcji skonstruowali duży wentylator Ventus.

### Chrzcielnica i ambona
Zabytkiem w kościele jest również chrzcielnica z 1666 roku. Pierwotnie została wykonana dla kościoła św. Jana w Gdańsku, jako dar fundacji Katarzyny Zapio. Przez starania M. Krugera 15 listopada 1682 roku ofiarowano ją kościołowi w Stegnie. Wykonawca jej jest nieznany. W 1999 r. konserwację przeprowadziła Jolanta Pabiś-Gagis i Andrzej Gagis.
Kolejną dumą kościoła jest ambona wykonana przez Marcina Glabitzkiego. Dzieło bogato zdobione: płaskorzeźbami, które przedstawiają 4 ewangelistów i 4 proroków większych oraz ornamentami roślinnymi, ukończono 30 lipca 1687 roku.